# Замх
Замх (або Замех, пол. Zamch) — село в Польщі, у гміні Обша Білгорайського повіту Люблінського воєводства, на плато Тарногродському та рівнині Білгорай. До 1947 року — українське село. Це одне з найбільших сіл у Люблінському воєводстві, найбільше в гміні Обша. Воно розділене на дві частини: Замх I і Замх II. Приблизно в 2 км на південний схід від Замху знаходиться Ландшафтний Парк Сольської Пущі. Населення — 1405 осіб (2011).

## Частини села
Невід'ємні частини села Замх: Навози, Парцела, Пардасовка, Підколонія, Залом дужий, Залом Малий, Замости.

## Історія
Церква вперше згадується у податкових документах 1508 р., було у власності Андрія Оттовича. В люстрації 1564—1565 рр. відзначено, що «піп з церковної ріллі дає грошей 12». У 1588 році Замх став власністю Яна Замойського. 
За податковим реєстром 1589 року село, входило до Замховенського староства Перемишльської землі Руського воєводства, у селі було 10 ланів (коло 250 га) оброблюваної землі, піп (отже, була церква), млин, корчма, 6 загородників, 4 коморники з тягловою худобою і 2 без неї.
У своїй резиденції у Замойських була каплиця римо-католицького обряду. В основному її підтримували релігійні священики. Проте для місцевого греко-католицького обряду було створено ерекцію для уніатської парафії. У 1747 р. згоріла дерев'яна церква, збудована коштом ординації Замойських і її ж коштом була виставлена нова дерев'яна церква, яка згоріла у 1834 р. У 1842—1843 рр. споруджено новий мурований храм, теж коштом ордината Костянтина Замойського. 21 жовтня 1843 року, освячена єпископом Уніатським Фелічаном Шумборським. З 1875 р. — православна. У 1886 р. новий іконостас для церкви розмалював Ґурський з Люблина.
Після Першої світової війни церква перетворена на парафіяльний костел св. Йосафата і св. Параскеви. Ремонтована у 1925 р. Православні українці у 1936 р. збудували будинок молитви, який знищено у 1938 р. під час акції нищення православних церков на Холмщині. У 1939—1944 рр. в селі діяла відновлена православна парафія. Церковна споруда ремонтована останній раз у 1969 р. Розташована на околиці села на рівній ділянці, при сільській дорозі. Мурована з цегли, тинькована ґотизуюча споруда. Складається з витягненої прямокутної нави, до якої з тильної сторони прилягає вужчий прямокутний вівтар з невеликою захристією при південній стіні. Нава вкрита двосхилим причілковим дахом, а вівтар — трисхилим. Гребінь даху нави вінчає невелика восьмибічна сиґнатурка, вкрита ґотизуючим стіжком. Гладко тиньковані стіни завершені профільованим ґзимсом. Віконні прорізи завершені ґотичними стрільчастими арками. На чільному західному фасаді — вхід в церкву, обрамований стрільчастим перспективним порталом. В церкві знаходяться: Два орнаменти з тканин 18-го століття. Капа приблизно з середини дев'ятнадцятого століття. У головному бароковому вівтарі є картина святої Анни з МБ, а з боків, картини святої Параскеви і святого Йосафата Кунцевича. Крім того, у церкві є картини в 2 бічних вівтарях: М. Б. Ченстоховської та Найсвятішого Серця Ісуса.
На захід від церкви розташована мурована потужна брама-дзвіниця, зведена одночасно з церквою. В нижньому її ярусі влаштована арка-прохід, а у верхньому — три вузькі арки для дзвонів. Вкрита дзвіниця чотирисхилим повним дахом. В брамі є 2 дзвіночки, зроблені в компанії Фельчинського після Другої світової війни (в 1953 р. Освячена єпископом Томашем Вільчиньським).
У 1944—1946 роках у селі діяла українська школа.
У період з жовтня 1944 року по березень 1945 року відповідно до «Угоди між Урядом Української РСР і Польським Комітетом Національного визволення про евакуацію українського населення з території Польщі і польських громадян з території УРСР» було депортовано в УРСР переважну частину українців. Під час акції «Вісла» в серпні 1947 року депортовано на західну частину Польщі більше 30 сімей. З 1952 року в Замх повернулося лише 6 сімей.
У 1975—1998 роках село належало до Замойського воєводства.

## Населення
За даними етнографічної експедиції 1869—1870 років під керівництвом Павла Чубинського, у селі проживали православні українці.
За даними перепису населення Польщі 1921 року в селі налічувалося 347 будинків (з них 5 незаселених) та 1877 мешканців, з них:
- 948 чоловіків та 929 жінок;
- 1299 православних, 417 римо-католиків, 150 юдеїв, 11 християн інших конфесій;
- 1232 українці, 542 поляки, 100 євреїв, 3 особи іншої національності.

У 1943 році в селі проживали 1884 українці і 582 поляки.
Демографічна структура станом на 31 березня 2011 року:
|          | Загалом | Допрацездатний вік | Працездатний вік | Постпрацездатний вік |
| -------- | ------- | ------------------ | ---------------- | -------------------- |
| Чоловіки | 695     | 161                | 462              | 72                   |
| Жінки    | 710     | 145                | 400              | 165                  |
| Разом    | 1405    | 306                | 862              | 237                  |

## Продукція сільськогосподарська
Домінуючою сільськогосподарською продукцією є тютюн, вирощування зернових, крім вирощування свиней і молочної худоби. У зернових переважають озима пшениця і яровий ячмінь. Зростає площа суниці та картоплі. Занадто велика фрагментація сільськогосподарських земель уповільнює впровадження великомасштабного виробництва. Середнє господарство становить 3,5-10 га. з яких 1/4 займають луки

## Інфраструктура
Замх — це повністю механізоване село; 6 продуктових магазинів, 1 промисловий, бар, школа, гімназія, церква і незалежний прихід. Хороша дорожня мережа і зручне транспортне сполучення. Повна телефонна, водопровідна та каналізаційна система (будується). Безкоштовний доступ до Інтернету. Велика і добре розподілена роздрібна мережа.

## Кладовища

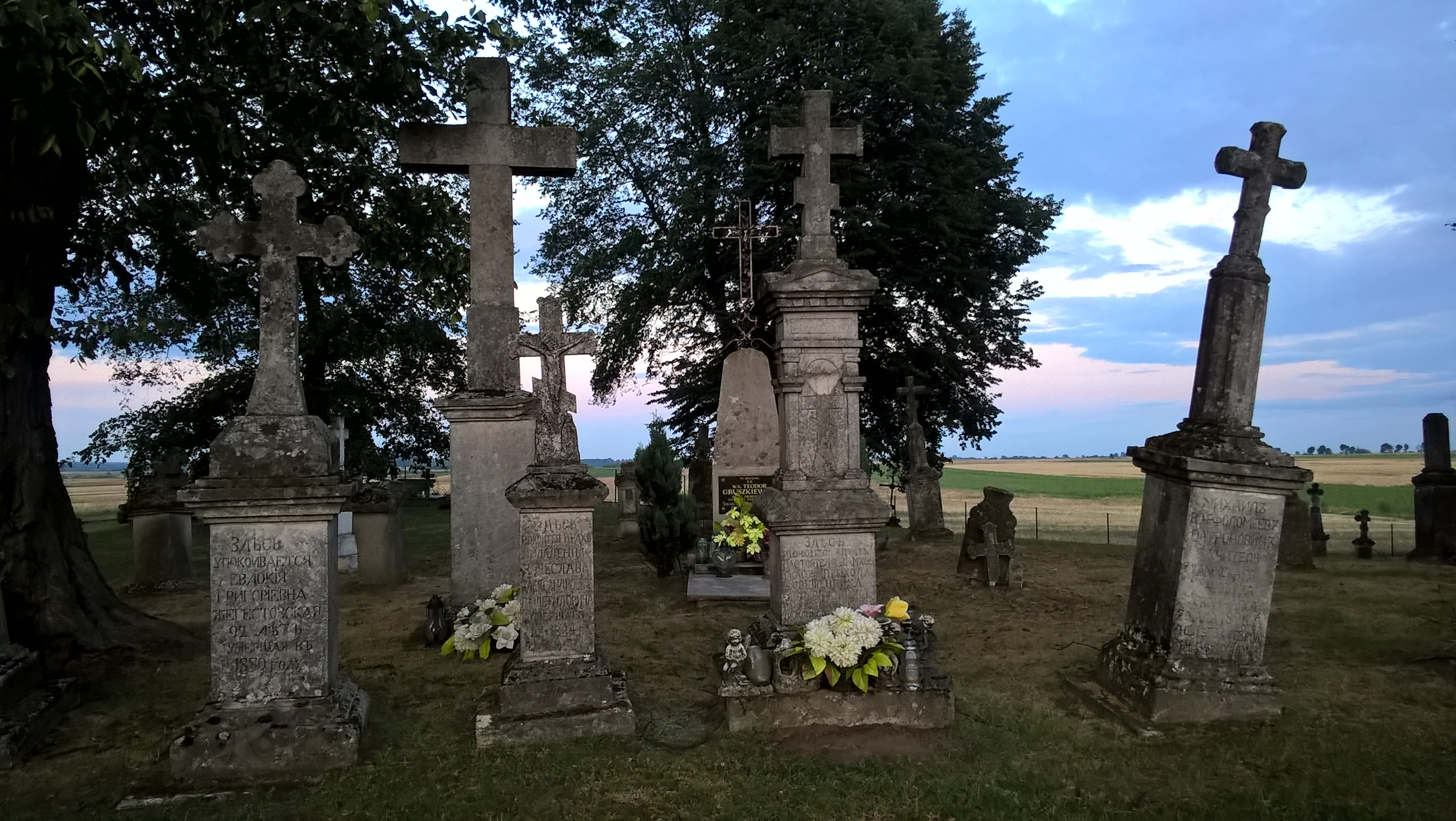
Унійно-православний цвинтар

Тут є одне похоронне кладовище: частина для католиків і частина для православних. Важким часом в історії парафії була Друга світова війна, коли загинула велика кількість людей.
1. Римсько-католицьке кладовище в Замху, відкрите, засноване в 1919 році, у формі чотирикутника з площею 0,64 га, розділені на дві чверті, обгороджені металевою сіткою металевими стовпами.
2. Православне кладовище, колишнє греко-католицьке в Замху, закрите, створене на рубежі XVIII і XIX століть, у формі прямокутника з площею 0,56 га.
3. Православне кладовище, активне, засноване близько 1923 року, у формі прямокутника з площею 0,6 га.
4. Православне кладовище, раніше греко-католицьке, закрите, засноване в першій половині у 19 столітті, у формі трикутника з площею 0,18 га.

## Особистості

### Народилися
- Рафаїл Гадзевич (1803—1886) — польський маляр.